# Verspronckweg 150
Verspronckweg 148-150 is een voormalig schoolgebouw in de Noord-Hollandse stad Haarlem. Het schoolgebouw dat werd gebouwd in 1920 huisvestte van origine een ambachtsschool en middelbare technische school (MTS). Tot 2010 had het gebouw een onderwijs functie. Begin 21e eeuw werd het getransformeerd naar een appartementencomplex, dat de naam De Meester kreeg. Het gebouw is gelegen in de Kleverparkbuurt in Haarlem-Noord aan de Verspronckweg.

## Geschiedenis

### Ambachtsschool
In 1891 werd in Haarlem de vereniging De Ambachtsschool opgericht, zij wilde het ambachtsonderwijs promoten. De eerste ambachtsschool werd op 14 november 1892 geopend aan de Kamperstraat in het Rozenprieel. Vanaf 1897 werd er naast dagonderwijs ook in de avonduren onderwijs gegeven. In 1903 kende deze school een leerlingenaantal van 167.

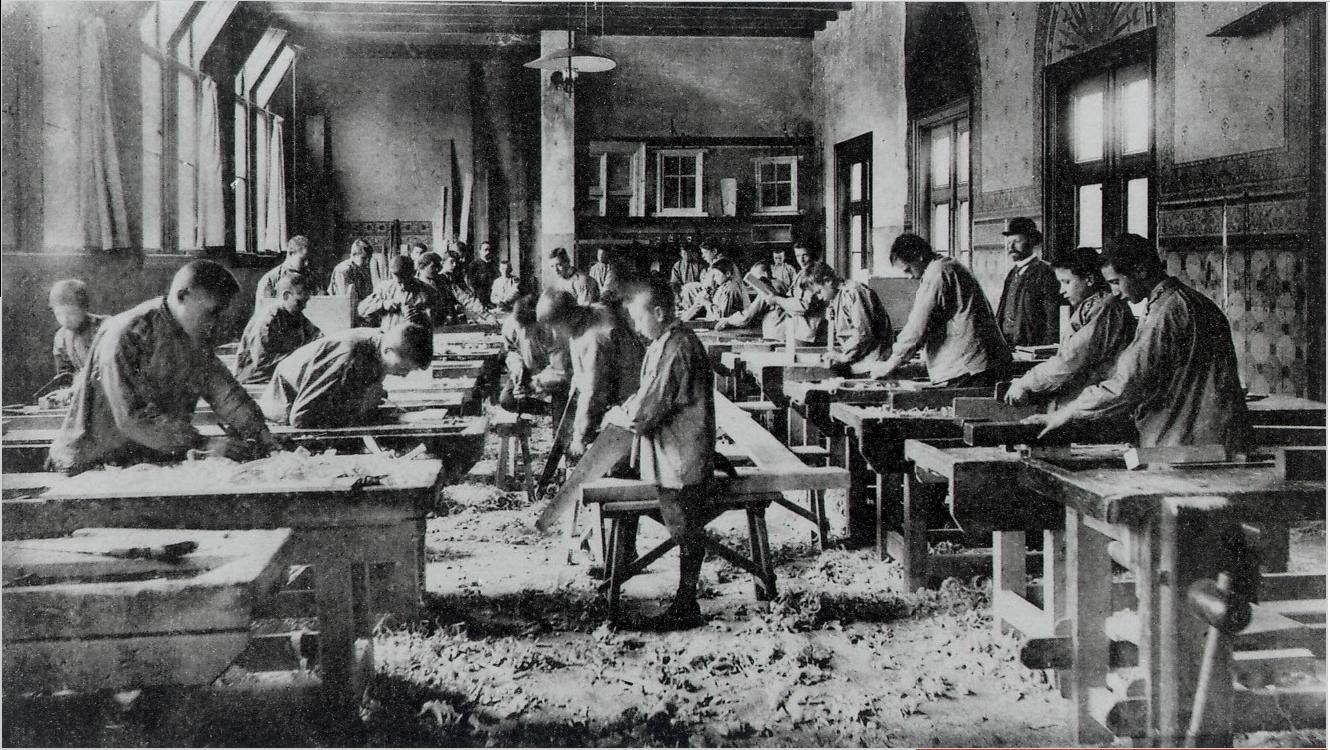
Ambachtsschool, Kamperstraat, Haarlem, Timmerwinkel, 1900

### Ambachtsschool en Middelbare Technische School

#### Planvorming
Vanaf 1904 was P. Doorn directeur van de Ambachtsschool en wilde men een Middelbare Technische School (MTS) in Haarlem stichten. Doorn maakte in de periode 1912-1913 een plan voor een nieuw schoolgebouw, waarin het ambachtsonderwijs en de nieuw op te richten MTS onder één gemeenschappelijk dak zouden komen. De planvorming hier tot liep, mede door het uitbreken van de Eerste Wereldoorlog, vertraging op en werd niet uitgevoerd.
Na de oorlog werden de plannen van Doorn in een versoberde vorm verder uitgewerkt door de Haarlemse architect C. Kruijswijk tot een voorlopig plan in 1917, en later opnieuw aangepast tot het uiteindelijk gerealiseerde plan uit 1919. Bij dit plan werden, ten opzichte van het plan uit 1917, beide zijvleugels naar achteren uitgebreid. Daarbij hoekt de rechter zijvleugel ook nog om langs de Brakenburghstraat. In dit iets lagere bouwdeel werden een ketelhuis en een machinehal ondergebracht.
In 1916 kreeg de vereniging De Ambachtsschool de beschikking over een groot bouwterrein in de dan nog te ontwikkelen woonwijk Kleverpark. Aan de achterzijde van het terrein werden in 1918, aan de later zo geheten Brakenburghstraat een conciërgewoning en barakken gebouwd die als tijdelijke onderwijslocatie dienden, tot het nieuwe schoolgebouw gereed zou komen. Zo begon op 8 september 1919 het eerste schooljaar van het MTS met aanvankelijk 46 leerlingen.

#### Bouw
De bouw werd gefaseerd uitgevoerd, wat mogelijk was door de aanwezigheid van de barakken. Het achterste gedeelte van de rechter vleugel en het daarop aansluitende ketelhuis werden bijvoorbeeld gebouwd op de plaats van een van de barakken. De andere en laatste barak is tot 1958 in gebruik gebleven.
Op 16 juli 1920 werd met de bouw van het schoolgebouw begonnen en op 12 mei 1922 werd het complete schoolgebouw officieel geopend. De MTS kende toen 250 leerlingen en het lager nijverheidsonderwijs telde 639 leerlingen, waarvan 294 de dagambachtsschool bezochten.  

#### Uitbreidingen
Door het toenemende leerlingenaantal was er in de loop van de jaren 1930-1939 het ruimtegebrek binnen de school steeds nijpender. Er werden plannen gemaakt voor een eerste forse uitbreiding. J.C. Slagter ontwierp een op het binnenterrein gebouwde vleugel, die haaks werd gesitueerd ten opzichte van de rechter achtervleugel. Tegelijkertijd met deze uitbreiding, die plaats vond omstreeks 1940 werd ook een verdiepte fietsenkelder aangelegd. De architect van deze uitbreiding was ook als leraar verbonden aan de MTS.
In 1958 vond opnieuw een  uitbreiding plaats, ditmaal een grootschalige. Deze uitbreiding was naar ontwerp van architect Huib Tuninga. Met deze uitbreiding werd een nieuwe, drie bouwlagen tellende en geheel onderkelderde, vleugel op de noordoosthoek gerealiseerd. Tegelijk met deze uitbreiding  werd op het binnenterrein een stelloods met aangebouwde houtstek gerealiseerd op de plaats waar in 1924 al een houtloods was gebouwd.
Mede als gevolg van het veranderde onderwijs vonden vervolgens nog verschillende interne verbouwingen plaats en werden een gymnastiekzaal en een machinelab voor de Middelbare school voor Scheepswerktuigkundigen (MsvS) gerealiseerd. Voor deze gebouwen moest het oorspronkelijke ketelhuis in de zuidoosthoek wijken.

### Naamswijzigingen en fusies

#### Ambachtsonderwijs naar LTS
Vanaf 1949 werd voor het Ambachtsonderwijs de benaming Lagere Technische School (LTS) gehanteerd. Het karakter van de opleiding was ook niet meer hetzelfde. Waar bij het Ambachtsonderwijs nog sprake was van een vakopleiding was de LTS meer een vooropleiding om via het leerlingstelsel tot vakman te worden opgeleid. In 1956 werd ook de Ambachtsschool in Haarlem omgedoopt tot LTS.

#### MTS naar HTS
Vanaf 1958 werd voor de bestaande Middelbare Technische School (MTS) de benaming Hogere Technische School (HTS) gebruikt. Dit om de benamingen van de verstillende technische scholen beter op elkaar aan te laten sluiten. Vanaf 1986 is de Uitgebreide (Lagere) Technische School (UTS/ULTS) de naam MTS gaan voeren. Omstreeks 1962 kreeg de HTS een nieuwe locatie aan de Veldzigtlaan nabij Overveen. Hiermee kreeg de LTS de ruimte om verder uit te breiden op de locatie aan de Verspronkweg. De HTS is later met de in 1974 en in het zelfde gebouw gestichte Hoger Economisch en Administratief Onderwijs (HEAO) gefuseerd tot de Hogeschool Haarlem. Deze is omstreeks 2000 opgegaan in de onderwijsinstelling Hogeschool Inholland.

#### Scholengemeenschap Haarlem en Sterren College
In 1980 ontstond na diverse fusies het Scholengemeenschap Haarlem. In 1999 vond een herziening van het Voortgezet onderwijs plaats, sindsdien verzorgt de school voorbereidend middelbaar beroepsonderwijs (vmbo). De naam van de school werd met deze wijzigingen gewijzigd in het Sterren College. In 2006 fuseerde de school met de Lieven de Keyschool, die aan de Korte Verspronckweg was gevestigd. In 2011 betrok het Sterren College een nieuw gebouw aan het Badmintonpad even verderop. In 2020 is het Sterren College gefuseerd met de Daaf Gelukschool en de Paulus Mavo tot het Spaarne College.

### De Meester
Het voormalige schoolgebouw werd overgenomen door woningcorporatie De Key, maar plannen voor een herbestemming vonden geen doorgang. In 2016 werd het complex door COD aangekocht met de intentie om het gebouw een nieuwe woonbestemming te geven. Onder de naam ‘De Meester’ werd het gebouw tot appartementen getransformeerd. In 2017 vond een bouwhistorische verkenning die de aanwezige cultuurhistorische waarden in beeld bracht. Het hoofdgebouw werd bestemd tot gemeentelijk monument. Latere uitbreidingen hadden enige tot geen bijzondere waarden en konden dan ook worden gesloopt. Zo werd de dwarsvleugel, gymnastieklokaal, machinelab, fietsenkelder, de loodsen en machinehal gesloopt. De uitbreidingen aan de linkervleugel uit 1958 bleef wel gespaard. Op de plek van de uitbreidingen aan de rechtervleugel verrees een nieuw appartementencomplex. En aan de achterzijde is opnieuw een binnenplaats ontstaan, zoals het oorspronkelijk ontwerp hier ook in voorzag. Met de transformatie zijn er in en op het terrein van dit voormalig schoolgebouw 178 appartementen gerealiseerd.

## Ontwerp

### C. Kruijswijk
Het originele schoolgebouw kende een opzet volgens het corridortype op een H-vormige plattegrond. Door de betrekkelijk sobere, maar zeer verzorgde architectuur in traditioneel zakelijke stijl, met invloeden van de Amsterdamse School kreeg het gebouw een voorname uitstraling.
In het linker deel van het gebouw werd de Ambachtsschool ondergebracht, terwijl het rechter deel van het gebouw onderdak bood aan de MTS. Centraal in de middenvleugel kwam een representatieve hoofdentree met een ruim trappenhuis. Zowel de middenvleugel als de voorste delen van de zijvleugels kregen een middengang met aan weerszijden lokalen. Op de koppen van beide zijvleugels werden de directeurskamers, lerarenkamers en een bestuurskamer gesitueerd. De achterste delen van de zijvleugels waren smaller met aan één zijde van de gang lokalen.
Hoewel als totaal sprake is van een betrekkelijk sobere opzet, verlevendigen accenten in schoon metselwerk van verblendsteen en gekleurde plinten, samen met de kleurrijke tegelvloeren de gangen. In de centrale hal is veelvuldig gebruik gemaakt van travertijn. Verder kregen de bestuurskamer, de directeurskamers en de lerarenkamers fraai gepaneelde lambriseringen, stucplafonds en rijk uitgevoerde schouwen.

## Varia
- De hoofdingang van de school was tot 1965 gelegen aan de Kleverparkweg. In dat jaar werd de Brederodestraat en een deel van de Kleverparkweg verneomd tot Verspronckweg. Hierdoor liep deze weg vanaf 1965 vanaf het Staten Bolwerk tot aan de Kleverlaan.
- Van 1919 tot ca. 1989 had de school een eigen schoolblad, De Knor genaamd.[2]